# آپایس
آپایس (انگلیسی: APIS) شرکت خودروسازی ایتالیایی است، که در سال ۱۹۰۳ تأسیس شد.